# Guns N' Roses
Guns N' Roses (còn viết tắt là GNR) là một ban nhạc hard rock người Mỹ xuất thân từ Los Angeles, California, thành lập vào năm 1985. Khi ban nhạc ký hợp đồng với hãng đĩa Geffen Records vào năm 1986, các thành viên trong nhóm lúc đó gồm giọng ca chính Axl Rose, cây lead guitar Slash, cây rhythm guitar Izzy Stradlin, cây bass Duff McKagan và tay trống Steven Adler. Còn đội hình hiện tại của ban gồm có Rose, Slash, McKagan, cây keyboard Dizzy Reed, cây guitar Richard Fortus, tay trống Frank Ferrer và cây keyboard Melissa Reese.
Album đầu tay của Guns N' Roses mang tên Appetite for Destruction (1987) đã giành vị trí quán quân trên Billboard 200 một năm sau khi phát hành nhờ có thành tích lọt vào top 10 của các đĩa đơn "Welcome to the Jungle", "Paradise City" và "Sweet Child o' Mine" – bài hát duy nhất của ban giành ngôi quán quân trên Billboard Hot 100. Album đã bán ra khoảng 30 triệu bản trên toàn thế giới, trong đó có 18 triệu đơn vị ở thị trường nội địa, qua đó trở thành album đầu tay bán chạy nhất và album bán chạy thứ 11 mọi thời đại tại quốc gia này. Album thứ hai G N' R Lies (1988) của nhóm đoạt vị trí á quân trên Billboard 200 và tiêu thụ 10 triệu bản trên toàn thế giới (riêng ở Mỹ bán được 5 triệu bản tại Mỹ) và có sự góp mặt của bài hit top 5 "Patience". Hai album kế tiếp, Use Your Illusion I và Use Your Illusion II được thu âm và phát hành cùng một lúc vào năm 1991, hai sản phẩm ra mắt lần lượt ở vị trí á quân và quán quân của Billboard 200, tổng cộng bán ra 35 triệu bản trên toàn cầu, trong đó có tới 14 triệu đơn vị tính riêng ở Mỹ. Bộ đôi album Illusion có sự xuất hiện của đĩa đơn chính "You Could Be Mine" (được chọn vào soundtrack của bộ phim Kẻ hủy diệt 2: Ngày phán xét), các bản hát lại bài "Live and Let Die" và "Knockin' on Heaven's Door", cũng như bộ ba ballad nguyên tác ("Don't Cry", "November Rain", và "Estranged"). Riêng hai bài "November Rain" và "Estranged" đều nằm trong danh sách những video ca nhạc đắt đỏ nhất. Hai sản phẩm Illusion đã được hỗ trợ quảng bá bởi Use Your Illusion Tour, một chuyến lưu diễn nhạc toàn cầu trong giai đoạn 1991 - 1993. Album thứ năm, The Spaghetti Incident? là một sản phẩm toàn các bài hát lại, đồng thời là album cuối cùng của ban có sự tham gia của Slash và McKagan trước khi hai người rời đi lần đầu tiên.
Quá trình sản xuất album tiếp theo đã bị đình trệ do sự khác biệt sáng tạo giữa các thành viên trong ban nhạc; đến năm 1998 thì Rose và Reed - những người sót lại từ kỉ nguyên Illusion vẫn hoạt động trong ban. Sau cả một thập kỷ thai nghén và nhiều lần thay đổi đội hình, album thứ 6 rất được chờ đợi của Guns N' Roses, Chinese Democracy (2008) chính thức phát hành. Với chi phí sản xuất ước tính tới 14 triệu USD, đây là album nhạc rock đắt đỏ nhất lịch sử. Nhạc phẩm ra mắt ở vị trí số 3 trên Billboard 200 nhưng lại không gặt hái thành công về mặt thương mại như kỳ vọng, bất chấp được giới chuyên môn đón nhận tích cực. Năm 2016, Slash và McKagan tái gia nhập ban nhạc trong lúc diễn ra Not in This Lifetime... Tour – chuyến lưu diễn hòa nhạc ăn khách thứ 3 trong lịch sử, với tổng doanh thu hơn 584 triệu USD tính đến thời điểm kết thúc năm 2019.
Trong những năm đầu sự nghiệp, lối sống bất cần và thác loạn của Guns N' Roses đã làm cho giới mộ điệu đem họ so sánh với The Rolling Stones và gán cho nhóm biệt hiệu "ban nhạc nguy hiểm nhất thế giới". Đội hình kinh điển của ban, cộng thêm hai thành viên gia nhập giai đoạn sau là Reed và Matt Sorum đã được ghi danh tại Đại sảnh Danh vọng Rock and Roll vào năm 2012, năm đầu tiên mà họ được tiến cử. Guns N' Roses đã bán được hơn 100 triệu đĩa nhạc toàn thế giới, riêng ở Mỹ là 45 triệu đĩa, biến họ trở thành một trong những nghệ sĩ bán nhiều đĩa nhạc nhất mọi thời đại.

## Lịch sử hoạt động

### Thành lập (1985–1986)
—Tay guitar sáng lập Tracii Guns chia sẻ.
Năm 1984, thành viên của nhóm Hollywood Rose, Izzy Stradlin đang sống cùng Tracii Guns, thành viên thuộc nhóm L.A. Guns. Khi L.A. Guns có nhu cầu tuyển một giọng ca mới, Stradlin đã tiến cử ca sĩ của Hollywood Rose, Axl Rose. Vài tháng sau, Guns N' Roses được thành lập vào tháng 3 năm 1985 bởi Rose, nghệ sĩ guitar rhythm Stradlin, cây guitar lead sáng lập nên L.A. Guns tên Guns, tay trống Rob Gardner và cây bass Ole Beich. Guns hồi tưởng về câu chuyện thành lập ban trong một buổi phỏng vấn năm 2019: "Axl đã cãi nhau to với tay quản lý của chúng tôi, thế là ông ta sa thải Axl nhưng cả hội bọn tôi vẫn sống cùng nhau, chuyện đó khá là kỳ quặc. Thế là cùng đêm mà tay quản lý sa thải Axl, chúng tôi đã bắt đầu lập Guns N' Roses; tôi gọi cho Izzy vào ngày hôm sau nói rằng 'Ê, bọn tôi sắp lập một ban nhạc mới tên là Guns N' Roses, muốn tham gia không?'. Đơn giản như vậy đó, chẳng có dính dáng gì đến chất sơn hay cocain hết." Cái tên Guns N' Roses là kết hợp tên gọi của hai ban cũ mà họ từng tham gia, L.A. Guns và Hollywood Rose, dù cho ban đầu họ định đặt tên ban theo tên một hãng đĩa mà họ muốn nhờ phát hành nhạc. Một số cái tên được cân nhắc như "Heads of Amazon" và "AIDS" đều bị gạt bỏ. Đêm diễn đầu tiên của ban nhạc được quảng bá với băng rôn "L.A. Guns and Hollywood Rose presents Guns N Roses" (tạm dịch: L.A. Guns và Hollywood Rose xin giới thiệu nhóm Guns N Roses), tổ chức vào ngày 26 tháng 3 năm 1985. Sau đêm diễn, Beich bị sa thải và người thay thế là Duff McKagan. Trong thời gian này, nhóm dự định ra mắt một đĩa EP gồm "Don't Cry", một bản hát lại bài "Heartbreak Hotel" cùng các sáng tác "Think About You" và "Anything Goes"; ban đã thu nháp các ca khúc trên trong buổi phóng vấn đầu tiên của họ trên sóng radio. Tuy nhiên kế hoạch phát hành đĩa nhạc đổ bể, Guns rời ban vì cãi nhau với Rose, dẫn đến việc nhóm tuyển mộ đồng đội một thời của Stradlin ở Hollywood Rose, Slash. Không lâu sau, Gardner cũng bỏ nhóm và người thay thế lại là một cựu thành viên của Hollywood Rose, Steven Adler. Trong quá khứ, Slash từng chơi nhạc với McKagan và Adler trong nhóm Road Crew.

### Đột phá và danh tiếng vang xa (1987–1989)

#### Appetite for Destruction
Album đầu tay của Guns N' Roses, Appetite for Destruction được phát hành vào ngày 21 tháng 7 năm 1987. Album đã phải đổi ảnh bìa, sau khi bìa gốc do Robert Williams thiết kế – một bức tranh siêu thực hình một con quái vật có răng đính đầy dao găm đang tấn công một con robot chuyên đi hiếp dâm người – bị cho là đã gây quá nhiều phản cảm. Ban nhạc cho rằng bìa gốc là "một phát ngôn xã hội mang tính biểu tượng, với hình con robot đại diện cho hệ thống ngành công nghiệp đang cưỡng hiếp và hủy hoại môi trường sống của chúng ta". Bìa album được vẽ lại và xử lý bởi Andy Engell dựa trên một mẫu thiết kế của nghệ nhân xăm hình Bill White Jr., người từng chế tác hình xăm cho Rose vào năm trước. Bìa có hình 5 chiếc đầu lâu tượng trưng cho mỗi thành viên trong ban đặt trên một dấu chữ thập.
Đĩa đơn đầu tiên của ban là "It's So Easy", phát hành ngày 15 tháng 6 năm 1987 chỉ riêng tại thị trường Anh Quốc, tại đây bài hát giành hạng 84 trên UK Singles Chart. Tại Mỹ, "Welcome to the Jungle" là đĩa đơn đầu tiên trích từ album Appetite for Destruction được phát hành vào tháng 10, kèm theo một video ca nhạc. Lúc đầu, cả album và đĩa đơn không có được thành tích khả quan trong suốt gần một năm trời, nhưng khi nhà sáng lập của Geffen, ông David Geffen được đề nghị hỗ trợ cho ban nhạc, ông đã miễn cưỡng tìm đến các giám đốc của MTV và đứng ra thuyết phục họ phát bài "Welcome to the Jungle" trên kênh của họ luân phiên vào các khung giờ đêm muộn.
Đĩa đơn thứ hai của ban tại Mỹ, "Sweet Child o' Mine" là một bản tình ca do Rose đồng sáng tác, được ví như một bài thơ gửi tặng cô bạn gái cũ Erin Everly, con gái của nhạc sĩ Don Everly thuộc nhóm Everly Brothers. Với đà thành công sẵn có của ban và sức hấp dẫn cả thính giả nam lẫn nữ, "Sweet Child o' Mine" cùng video âm nhạc kèm theo đã lên sóng với tần suất lớn trên radio lẫn MTV, trở thành bài hit lớn nhất hè năm 1988 và giành ngôi quán quân tại các bảng xếp hạng âm nhạc Mỹ. Về sau Slash bình phẩm về "Sweet Child o' Mine": "Tôi ghét bài hát đó và giận giữ trong suốt thời gian dài, rồi hóa ra nó lại là bài hit lớn nhất của chúng tôi, cho thấy rằng tôi chẳng biết gì cả." Bài hát được phát hành tại Nhật Bản, nằm trong đĩa EP Live From The Jungle – sản phẩm còn giới thiệu hàng loạt những bản ghi nhạc trực tiếp từ những ngày ban nhạc biểu diễn tại tụ điểm The Marquee, Luân Đôn; đây còn được xem là đêm diễn đầu tiên của nhóm ở bên ngoài nước Mỹ. Cho đến nay "Sweet Child o' Mine" vẫn là bài hát có thành tích xếp hạng cao nhất của Guns N' Roses và là bài hát duy nhất của ban giành được ngôi quán quân trên Billboard Hot 100.
Tiếp nối thành công của "Sweet Child o' Mine", "Welcome to the Jungle" được tái bản thành đĩa đơn và đoạt vị trí số 7 tại Mỹ. Cùng lúc đó, "Paradise City" đi kèm video nhạc của bài hát được lên sóng, đoạt hạng 5 tại Mỹ, còn album Appetite for Destruction đạt ngôi quán quân trên Billboard 200. Tính đến nay, album đã bán ra hơn 30 triệu đĩa trên toàn thế giới, riêng tại Mỹ đã có tới 18 triệu đơn vị, qua đó trở thành album đầu tay bán chạy nhất tại Mỹ, bên cạnh đó là vị trí số 11 trong danh sách album bán chạy nhất tại quốc gia này.

#### G N' R Lies
Album phòng thu thứ 2 của Guns N' Roses, G N' R Lies được phát hành vào tháng 11 năm 1998. Album gồm 4 bản ghi trích từ đĩa EP  Live ?!*@ Like a Suicide của ban vào năm 1986 cũng như 4 bài hát bằng chất liệu acoustic mới. Đĩa đơn duy nhất của album, "Patience" đã đạt hạng 4 tại Mỹ, còn album giành vị trí á quân. Bìa album là một tác phẩm giễu nhại các tờ báo lá cải, nó đã bị chỉnh sửa bằng việc xóa đi các dòng tít "Wife-beating has been around for 10,000 years" và "Ladies, welcome to the dark ages".
Ca khúc "One in a Million" đã nảy sinh những cáo buộc phân biệt chủng tộc và kỳ thị đồng tính. Rose phủ nhận mình là một kẻ phân biệt chủng tộc và bảo vệ cách dùng từ "nigger" của mình; ông cho biết "đó là từ để miêu tả người mà về cơ bản là một nỗi đau, một vấn đề trong trong cuộc sống của bạn. Từ nigger không nhất thiết nghĩa là chỉ người da đen." Ông lấy nhóm nhạc rap N.W.A. và bài hát "Woman Is the Nigger of the World" của John Lennon làm các dẫn chứng cho thấy rằng các nhạc sĩ có sử dụng từ này. Vài năm sau, Rose lại thừa nhận rằng anh từng dùng từ này để miệt thị một người da đen đã cướp đồ khỏi anh, do cho từ này bị cấm kỵ. Nhằm đáp trả những cáo buộc kỳ thị đồng tính nhắm vào mình, Rose cho hay ông tự coi mình là một "người ủng hộ dị tính luyến ái" và cho rằng các cáo buộc kia là "những trải nghiệm tồi tệ" đối với những người đồng tính nam.

### Thành công quốc tế và mâu thuẫn nội bộ (1990–1993)

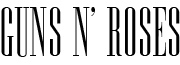
Mẫu logo tên của ban nhạc.

Năm 1990, Guns N' Roses trở lại phòng thu. Adler đã bị cấm tham gia cùng ban nhạc trong một thời gian ngắn vì sử dụng ma túy, chỉ đến khi anh ký giao ước thề sẽ ngừng dùng ma túy thì mới được phép tái gia nhập. Trong quá trình ghi nháp bài "Civil War", Adler không thể biểu diễn tốt do vật lộn với chứng nghiện cocaine và heroin, làm cả ban phải thu đi thu lại tới gần 30 lần. Adler thú nhận lúc bấy giờ ông đã bị ốm vì dùng thuốc kháng thuốc phiện để hổ trợ cai nghiện. Do đó ông đã bị ban nhạc sa thải vào ngày 11 tháng 7 năm 1990, về sau ông còn đâm đơn kiện ngược lại nhóm.
Ngày 17 tháng 9 năm 1991, Guns N' Roses đã cho phát hành cùng một lúc hai album, Use Your Illusion I và Use Your Illusion II. Chiến lược phát hành trên phát huy hiệu quả với việc hai album lần lượt giành hạng á quân và quán quân trên bảng xếp hạng Billboard 200, biến Guns N' Roses thành cái tên duy nhất đạt thành tích này, cho đến khi nghệ sĩ hip hop Nelly tái lập thành tích vào năm 2004. Use Your Illusion II tiêu thụ 770.000 đơn vị, còn Use Your Illusion I tiêu thụ 685.000 đơn vị trong tuần đầu tiên bộ album này ra mắt; cả hai có tổng cộng 108 tuần xuất hiện trên bảng xếp hạng. Bộ album bán ra tổng cộng 35 triệu đĩa toàn thế giới, trong đó có tới 14 triệu đĩa tại Mỹ.
Cùng với bộ đôi album Use Your Illusion, Guns N' Roses đã cho phát hành nhiều video âm nhạc cho "Don't Cry", "November Rain" và "Estranged"; chúng đều thuộc hàng những video ca nhạc (MV) đắt đỏ nhất mọi thời đại. Bản ballad "November Rain" giành hạng 3 tại Mỹ và trở thành MV được đề nghị phát nhiều nhất trên MTV, về sau đã giật giải Video âm nhạc của MTV năm 1992 cho ghi hình xuất sắc nhất. Với độ dài 8 phút 57 giây, đây cũng là ca khúc có thời lượng lâu nhất lọt vào top 10 trong lịch sử bảng xếp hạng âm nhạc Mỹ. Trong đêm trao giải, ban nhạc đã biểu diễn ca khúc với nghệ sĩ Elton John đệm piano.
Trước khi phát hành bộ đôi album, Guns N' Roses đã khởi động chuyến lưu diễn Use Your Illusion Tour kéo dài 28 tháng. Tour diễn trở nên nổi tiếng vì thành công về mặt thương mại cũng như nhiều sự cố gây tranh cãi diễn ra suốt các đêm diễn. Chuyến lưu diễn có mặt trong 192 ngày tại 27 quốc gia với hơn 7 triệu khán giả mua vé để tham gia vào các buổi hòa nhạc. Đây được xem là "chuyến lưu diễn dài nhất trong lịch sử nhạc rock". Chương trình Use Your Illusion World Tour gồm các tiết mục guitar solo của Slash dựa trên bài nhạc hiệu từ phim Bố già, một bản hát lại bài "It's Alright" của Black Sabbath trên piano và một màn diễn tập mở rộng trên nền nhạc ca khúc classic rock "Move to the City", nơi nhóm giới thiệu trước khán giả hàng loạt các nhạc công góp mặt trong tour diễn.

### Thay đổi nhân sự và hoạt động rải rác (1994–1998)
Từ năm 1994 đến 1996, ban nhạc chỉ thu âm một vài sáng tác mới. Slash cho biết hầu hết các bài đó đều do Rose sáng tác, nhưng vào năm 2008, Rose đăng đàn trên website của ban nói rằng ông được phép ít tham gia vào quá trình viết nhạc. Theo lời Matt Sorum thì vào năm 1996, ban nhạc đã ghi âm 7 ca khúc, bên cạnh đó là 7 bài hát nữa đang sáng tác dở; nhóm định một album có từ 10 đến 12 bài vào mùa xuân năm 1997. Sorum cho biết It's Five O'Clock Somewhere – album đầu tay của Slash's Snakepit – ban nhạc riêng của Slash, "đã có thể thành một album của Guns N' Roses rồi, nhưng Axl thì nghĩ nó chưa đủ hay".
—Axl Rose chia sẻ.
Tháng 5 năm 1994, Gilby Clarke cho hay quá trình sản xuất dự án album kế tiếp của Guns N' Roses đã khép lại. Ông miêu tả album chưa hoàn thiện đó là "không phức tạp như Illusion, nhưng không hoang dã bằng Appetite." McKagan mô tả sản phẩm gồm "các ca khúc rock có tiết tấu nhanh" mà "không có chút chất ballad nào". Năm 2002, Rose chia sẻ rằng phần soạn guitar mà Slash đã ghi là "màn thể hiện hay nhất mà anh ấy từng làm, ít nhất kể từ Illusions." Rose cũng cho hay rằng chỗ sáng tác kia bị xếp xó do thiếu cộng tác giữa các thành viên trong nhóm. Ông chia sẻ với tờ USA Today vào năm 2012 rằng ông không hề viết nhạc "trong nhiều năm" ở giữa thập kỷ 1990 do bị Slash, McKagan và hôn thê cũ Stephanie Seymour phê phán.
Tháng 1 năm 1994, Rose là người tiến cử Elton John vào Đại sảnh Danh vọng Rock and Roll; đêm đó ông còn thể hiện song ca với Bruce Springsteen bản hát lại bài "Come Together" của Beatles. Đó là lần cuối cùng Rose hiện diện trước công chúng trong 6 năm. Cũng trong năm 1994, tất cả thành viên trong ban đều tham gia vào dự án album đầu tay Pawnshop Guitars của Gilby Clarke.
Cuối năm 1994, Slash đã rời khỏi ban nhạc. Đến năm 1995, hợp đồng với Clarke không được gia hạn nên anh đã rời khỏi ban nhạc. Tháng 8 cùng năm, Rose chính thức theo luật pháp rời khỏi ban nhạc và tạo một nhóm khác cùng tên.  Ông đã mua lại tên của ban nhạc vào năm 1997. Tháng 1 năm 1997, tay guitar của Nine Inch Nails, Robin Finck đã thay thế Slash và ký một hợp đồng hai năm kể từ tháng 7 năm đó. Vào lúc đó, các thành viên của ban nhạc gồm có Rose, McKagan, Tobias, Finck và Vrenna.
Đến cuối năm 1998, ban nhạc lập nên đội hình mới: Rose là giọng hát chính, Stinson là cây bass, Freese là cây trống, Finck là cây lead guitar, Tobias là cây guitar rhythm, Reed là cây keyboards, cùng Chris Pitman chơi nhiều nhạc cụ.

### Đội hình mới vàChinese Democracy(1998–2008)
Một album mới của Guns N' Roses được cho đang trong quá trình thực hiện từ năm 1994, với Rose là thành viên duy nhất thuộc thế hệ đầu còn hoạt động trong ban nhạc. Moby được xem là người sẽ chịu trách nhiệm sản xuất với Guns N' Roses lần này, các nguồn tin miêu tả "nghe [sẽ] khác với thứ âm thanh mà bạn biết... nhất định là chịu ảnh hưởng của [nhạc] điện tử." Người từng cộng tác sản xuất mọi album cũ của Guns N' Roses, Mike Clink cũng sẽ tham gia dự án vào tháng 5 năm 1997. Tháng 4 năm 1998, vị trí của Moby bị thay thế bởi Youth và album vẫn đang trong giai đoạn sáng tác. Tháng 7 năm 1998, nhà báo Neil Strauss cho biết một album 'chịu ảnh hưởng từ electronica' của một đội hình Guns N' Roses mới dự kiến ra mắt vào năm 1999. Rolling Stone cũng đăng tin rằng hãng đĩa dự kiến cho phát hành album vào cuối năm 1999. Tính đến tháng 8 năm 1999, ban nhạc đã ghi âm hơn 30 ca khúc cho album với nhan đề dự kiến là 2000 Intentions. Tháng 9 năm 1999, đến lượt Youth bị sa thải nhường chỗ cho nhà sản xuất Sean Beaven, nổi tiếng nhờ các tác phẩm cùng nhiều ban nhạc industrial.
Trong một buổi phỏng vấn với Rolling Stone vào năm 2000, Rose đã thể hiện một số ca khúc trích từ album sắp ra mắt cho cánh phóng viên, gồm các bài "Chinese Democracy", "Catcher in the Rye", "I.R.S.", "The Blues", "There Was a Time" và "Oklahoma". Rose giải thích rằng một phần lý do của việc trì hoãn công bố album là bởi ông 'tự giáo dục bản thân về thứ công nghệ sẽ định nghĩa nhạc rock', nguyên văn: "Nó giống như học cách làm việc từ con số 0 và không muốn sản phẩm làm ra chỉ là thứ bạn thực hiện trên máy tính." Rolling Stone miêu tả nhạc phẩm mới của Gun N' Roses là "'Physical Graffiti của Led Zeppelin pha trộn với Beck và Trent Reznor". Rose còn cho biết chi phí làm bản nhạc sẽ bị phủ nhận bởi những buổi ghi nháp cho ra đời nhiều album, trong đó có một bản ghi được cho là "giàu chất industrial và electronica hơn cả Chinese Democracy". Lúc bấy giờ, album đã qua tay nhiều nhà sản xuất như Youth, Moby, Mike Clink, Roy Thomas Baker, Eric Caudieux. Sean Beavan vẫn tham gia vào công tác sản xuất, nhưng về sau Caram Costanzo và Axl Rose mới là những người cuối cùng được ghi công sản xuất album.
Bắt đầu xuất hiện những tin đồn cho rằng Chinese Democracy đã được gửi cho Geffen Records xử lý, nhưng lại bị hoãn vì hãng đĩa và Rose không thể thống nhất về khoản tiếp thị album vào đầu năm 2008. Eddie Trunk phân trần rằng Geffen vẫn có thể sở hữu album: "Tôi có nghe tin một đĩa CD mới của GNR đã thực sự được hoàn tất, nhưng bị hoãn phát hành không phải xuất phát từ các vấn đề của ban mà là do hãng đĩa. Có rất nhiều tiền được đổ ra để làm bản nhạc này cho nên khó hầu như không thể có lãi trong kinh doanh ngày nay, tức là hãng đĩa có thể muốn đem nó đi tiêu thụ nhưng không tìm nổi người tiêu dùng vì chẳng còn ai mua đĩa CD nữa. Vấn đề lần này không phải do Axl và đĩa CD này có thể bị chìm trong quên lãng nhiều năm tới. Hi vọng vấn đề sẽ sớm được giải quyết." Tuy nhiên trong buổi phỏng vấn với Classic Rock Magazine vào tháng 2 năm 2008, tay quản lý của Rose, Beta Lebeis đã bác bỏ đề xuất của Trunk và cho hay ban nhạc đang "đàm phán" với hãng đĩa và album đã được hoàn tất từ Giáng Sinh năm 2007.
Chinese Democracy, album thứ 6 của ban nhạc và đầu tiên kể từ "The Spaghetti Incident?" năm 1993, chính thức ra mắt vào ngày 22 tháng 11 năm 2008 tại châu Âu và Úc, ngày 23 tại Bắc Mỹ, và ngày 24 tại Anh. Album có chi phí khoảng $14 triệu - trở thành album nhạc rock tốn tiền nhất trong lịch sử âm nhạc. Album ra mắt ở vị trí số 3 trên bảng xếp hạng Billboard 200 nhưng không đạt được doanh thu mong đợi, mặc dù được đón nhận tích cực từ giới phê bình.

### Ghi danh tại Đại sảnh Danh vọng Rock and Roll vàAppetite for Democracy(2009–2014)
Trong cuộc phỏng vấn qua điện thoại trên MTV với Kurt Loder vào năm 1999, Rose cho biết ông và ban nhạc đã ghi đủ chất liệu để làm một album kép. Trong một buổi chat thân mật với tạp chí Rolling Stone vào tháng 2 năm 2006, Rose nói rằng ban đã có tới 32 ca khúc. Trong lần giao lưu với người hâm mộ vào tháng 2 năm 2008, Rose đã nhắc đến một số tựa ca khúc có thể được trích vào album nào đó trong tương lai: "Elvis Presley and the Monster of Soul" ("Soul Monster", trước kia là "Leave Me Alone"), "Atlas Shrugged", "Seven", "The General", "Thyme", "Ides of March", "Berlin" (trước kia là "Oklahoma"), "Zodiac", "Quick Song" và "Down by the Ocean" (do cựu thành viên Izzy Stradlin đồng sáng tác). Trong buổi chat, ông cũng nhắc đến khúc bridge trong "Soul Monster" là khoảnh khắc "giàu chất Black Sabbath nhất" của ban và gọi nó là "phân đoạn hay nhất mà tôi từng hát cho đến nay".
Ngày 7 tháng 12 năm 2011, có nguồn tin cho hay đội hình kinh điển của Guns N' Roses đã được ghi danh tại Đại sảnh Danh vọng Rock and Roll cùng một số nghệ sĩ khác như Red Hot Chili Peppers và The Faces. Bình luận trên Twitter cá nhân, Rose viết: "Tôi muốn gửi lời cảm ơn tới Đại sảnh danh vọng Rock N' Roll và người hâm mộ của chúng tôi. Đây là chiến thắng của các bạn." Một bình luận khác của Rose về việc được ghi danh trong buổi phỏng vấn That Metal Show: "Tôi không biết điều đó có ý nghĩa gì với tôi và những đồng đội cũ, đội hình cũ của ban"... "Nếu được mời, tôi không biết họ sẽ hỏi tôi những gì nữa. Giờ chuyện đó tôi chưa tính đến." Slash cũng góp bình luận: "Cảm ơn những lời nhắc của R&RHF, [tôi thấy] thật vinh dự khi được ghi danh. Ăn mừng thôi! Iii|; )" Ông tiếp lời: "Tôi không biết mọi chuyện sắp tới ra sao. Nếu Axl, Duff, Izzy và chính tôi bắt đầu trò chuyện, chuyện đó có thể theo hướng một chiều. Nếu chúng tôi không làm vậy thì có chúa mới biết được."
Ngày 14 tháng 4 năm 2012, các cựu thành viên của gồm có Slash, Duff McKagan, Gilby Clarke, Steven Adler và Matt Sorum đều hội ngộ tại Đại sảnh Danh vọng Rock and Roll. Nhóm đã thể hiện các bài "Mr. Brownstone", "Sweet Child o' Mine" và "Paradise City", với Alter Bridge và Myles Kennedy, giọng ca thuộc ban nhạc riêng của Slash thay thế cho Rose vắng mặt. Slash nhắc đến Rose trong buổi phỏng vấn: "Mọi chuyện đã được cân nhắc, tôi không nghĩ bất kì ai trong chúng tôi muốn là một phần của chuyện này cả. Đó là cái gai [trong mắt] mọi người—à, ít nhất là cái gai đối với tôi—vì tôi đang bận làm những chuyện khác. Khi tin đó cuối cùng đến trong những phút chót—tôi đang nói đến cái mốc 11 giờ và 30 giây—Axl đã rút lui." Trong cùng buổi phỏng vấn, Slash còn nhắc đến triển vọng tái hợp: "Tôi không thích diễn giải dông dài. Tôi không thích đưa ra bình luận vì bạn chốt lại bằng những câu từ làm trầm trọng thêm vấn đề... Tôi rất, rất tự hào—tự hào không kể xiết—về mọi thứ mà ban đã đại diện và tất cả những chuyện mà ban đã trải qua."

## Dấu ấn, phong cách, nguồn ảnh hưởng và phê phán
Guns N' Roses đã ký hợp đồng với một hãng đĩa lớn chỉ trong vòng 8 tháng kể từ ngày ban nhạc thành lập và đứng đầu nhiều tuần trên các bảng xếp hạng âm nhạc quốc gia sau khi thu hút được lượng lớn khán thính giả vào khung giờ phát nhạc muộn trên MTV. Appetite for Destruction là album đầu tay bán chạy nhất mọi thời đại tại Mỹ. Những đồng nghiệp trong ngành công nghiệp âm nhạc đều đánh giá cao Guns N' Roses. Joe Perry của Aerosmith từng nói rằng ban nhạc là nhóm đầu tiên làm ông nhớ đến Led Zeppelin. Huyền thoại Ozzy Osbourne thì nhận định Guns N' Roses đã có thể trở thành "Rolling Stones kế tiếp" nếu các thành viên trong đội hình kinh điển còn ở cùng nhau. Nhạc sĩ nhạc đồng quê Steve Earle thì phát biểu vào năm 1989 rằng "Guns N' Roses là tất cả những gì mà mọi ban nhạc L.A. đều có tham vọng hướng tới".

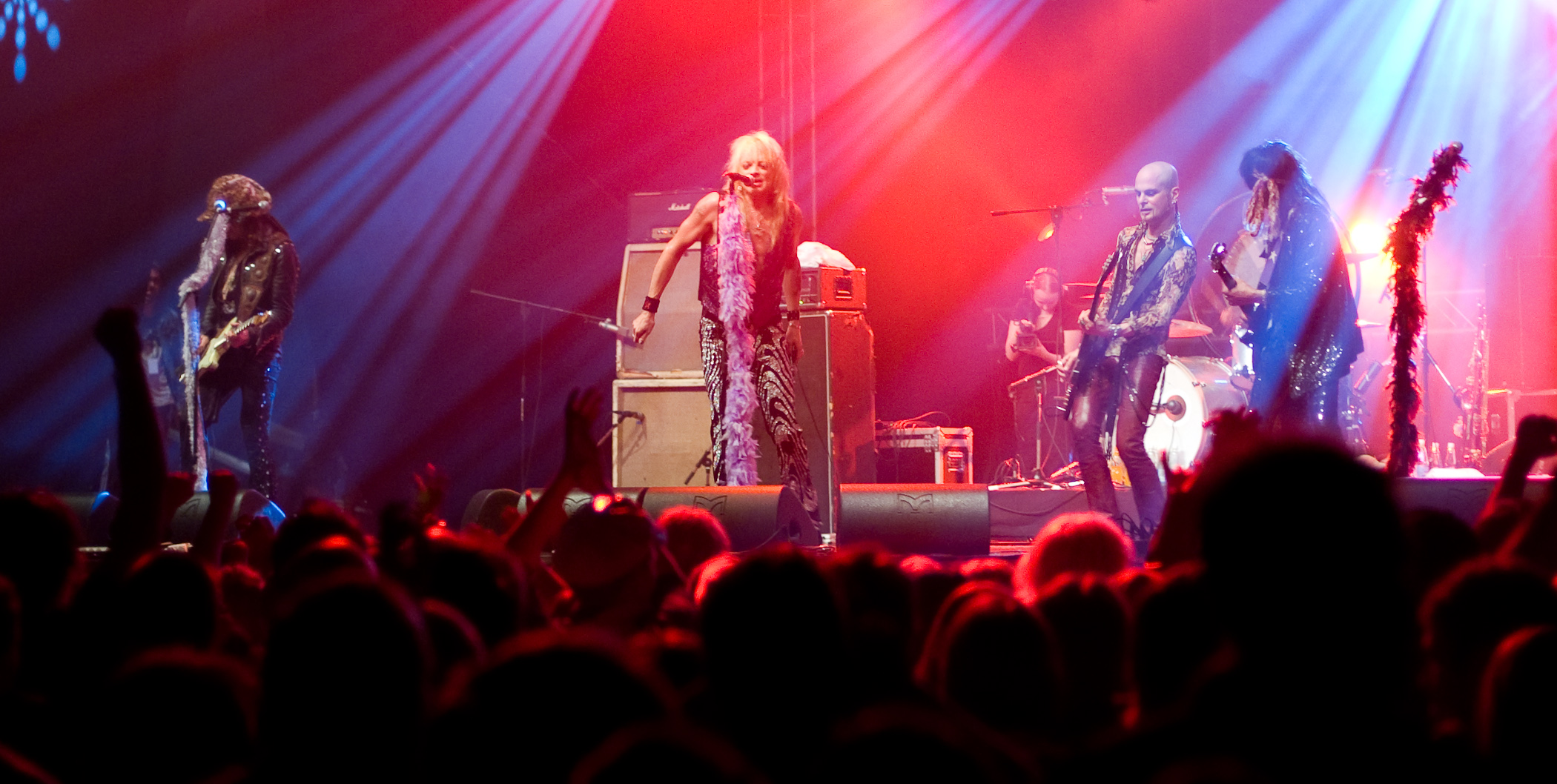
Âm nhạc và hình ảnh thời kì đầu của Guns N' Roses chịu ảnh hưởng nặng từ ban nhạc Phần Lan Hanoi Rocks.

Âm nhạc của Guns N' Roses là sự pha trộn giữa punk rock, blues rock, heavy metal, hard rock, và hair metal. Bộ đôi album Illusions đã chứng kiến nhóm thử sức vào dòng art rock, trong khi "The Spaghetti Incident?" lại cho thấy nhóm kết hợp hard rock với punk rock. Ban nhạc còn được ghi nhận là những người giúp tái phổ biến các bản nhạc power ballad trong thể loại heavy metal. Kể từ lần tái hoạt động rầm rộ vào năm 1999, GNR vẫn giữ màu sắc hard rock thương hiệu của ban, đồng thời thử nghiệm thêm các dòng industrial rock và electronic rock.
Một nguồn ảnh hưởng cực lớn lên hình ảnh và âm thanh của Guns N' Roses là ban nhạc Phần Lan Hanoi Rocks (giọng ca Michael Monroe của Hanoi Rocks và Rose từng có nhiều dịp hợp tác). Rose cho hay ban nhạc đã được truyền cảm hứng mạnh mẽ bởi những nhóm như Queen, AC/DC, The Rolling Stones, Aerosmith và Rose Tattoo, còn sắc âm thanh trong Appetite for Destruction chịu ảnh hưởng từ AC/DC, Led Zeppelin, The Who, Cheap Trick, Aerosmith, Van Halen, New York Dolls và Hanoi Rocks. Ban nhạc còn chịu ảnh hưởng từ T. Rex và Sex Pistols. Lối sáng tác giàu chất giao hưởng của Rose trong hai album Illusion cũng chịu ảnh hưởng từ Electric Light Orchestra, Elton John và Queen, đặc biệt là album Queen II. Rose đã nhắc đến ảnh hưởng từ bài "Smells Like Teen Spirit" của Nirvana lên ca khúc tiêu đề của Chinese Democracy. Rose còn chịu ảnh hưởng mạnh từ thể loại industrial rock của Nine Inch Nails, từ đó làm thay đổi màu sắc âm thanh của nhóm và dẫn đến sự ra đời của Chinese Democracy. Giới phê bình còn nhận thấy những ảnh hưởng của Queen, Wings và Andrew Lloyd Webber lên một số bài hát trong Chinese Democracy.
Guns N' Roses đã trở thành nguồn ảnh hưởng cho nhiều ban nhạc hậu bối như Fall Out Boy, Avenged Sevenfold, Mother Love Bone, Buckcherry, Hinder, Manic Street Preachers, Nickelback, Bullet for My Valentine, Fozzy, The Strokes, Sum 41 và Black Label Society.

## Thành viên

### Hiện tại
- Axl Rose  - hát chính, piano, bộ gõ (1985 - nay)
- Duff McKagan - bass guitar, hát (1985 - 1997, 2016 - nay)
- Slash - guitar, đôi khi hát đệm (1985 - 1996, 2016 - nay)
- Dizzy Reed - keyboard, piano, hát đệm, bộ gõ (1990 - nay)
- Richard Fortus - guitar, hát đệm (2002 - nay)
- Frank Ferrer - trống, bộ gõ, đôi khi hát đệm (2006 - nay)
- Melissa Reese - synthesizer, keyboard, hát đệm, sub-bass, lập trình (2016 - nay)

### Cũ
- Xem Danh sách thành viên ban nhạc Guns N' Roses

## Đĩa nhạc

### Album phòng thu
- Appetite for Destruction (1987)
- G N' R Lies (1988)
- Use Your Illusion I (1991)
- Use Your Illusion II (1991)
- "The Spaghetti Incident?" (1993)
- Chinese Democracy (2008)